# Conquista española de Taiwán
La conquista española de Taiwán o expedición española de Taiwán fue la campaña militar por lo cual el Imperio español se hizo con el dominio del norte de la isla de Taiwán en 1626, creando la gobernación de isla Hermosa.

## Fondo
Como parte de su campaña en Asia, la Compañía Neerlandesa de las Indias Orientales intentó establecer un puesto de comercio en las islas Penghu (Pescadores) en 1622, pero fue rechazada por las autoridades de la dinastía Ming en la China continental. En 1624, la Compañía estableció una fortaleza llamada Fuerte Zeelandia en el islote costero de Tayouan, que ahora forma parte de la isla principal de Anping, Tainan. David Wright, un agente escocés de la Compañía que vivió en la isla en la década de 1650, describió las áreas de las tierras bajas de la isla como divididas en 11 cacicazgos que varían en tamaño desde dos asentamientos hasta 72. Algunos de estos cayeron bajo el control neerlandés mientras que otros permanecieron independiente. La Compañía comenzó a importar trabajadores de Fujian y Penghu (Pescadores), muchos de los cuales se establecieron.

## Expedición
El 5 de mayo de 1626, el primer desembarco español en Formosa, por orden del gobernador de la Capitanía General de Filipinas, Fernando de Silva, fue en el cabo Santiago, pero decidieron que la zona no era apta para la defensa. Así, los españoles continuaron hacia el oeste a lo largo de la costa hasta llegar a Keelung, un puerto profundo y bien protegido, incluida una pequeña isla en la boca del puerto, lo convirtió en el lugar ideal para construir el primer asentamiento, al que llamaron Santísima Trinidad. Se construyeron fuertes, tanto en la isla como en el propio puerto. Estaba guarnecido por cientos de españoles (hispano filipinos) y soldados filipinos nativos de las islas Filipinas. La colonia fue diseñada para proteger el comercio español y portugués de la interferencia de la base neerlandesa en el sur de Taiwán.

## Secuelas

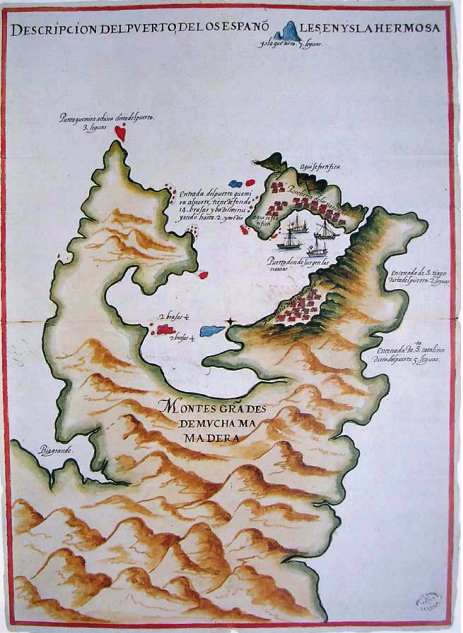
Mapa de 1626 de Keekung y de la bahía de Tamsui

El Fuerte de Santo Domingo fue construido por los españoles en 1629 en Tamsui, por lo que se nombró al sitio actual del Fuerte para reforzar el éxito del establecimiento del poder español en Formosa. En una noche de 1636, un grupo de lugareños, enojados por los impuestos que había impuesto el gobernador español, atacaron con éxito el fuerte y lo demolieron. En 1637, los españoles reconstruyeron el fuerte usando piedra y elevaron la altura de los muros a veinte pies o más.
Sin embargo, en agosto de 1642, los neerlandeses regresaron a Keelung con cuatro barcos grandes, varios barcos más pequeños y aproximadamente 369 soldados neerlandeses. Una combinación de españoles, Aborígenes de Taiwán y pampangos de Filipinas retuvieron a las tropas durante seis días, finalmente regresaron derrotados a Manila y entregaron sus banderas y la poca artillería que les quedaba. Sebastián Hurtado de Corcuera, gobernador de Filipinas, fue señalado como culpable de la pérdida del Formosa. Juzgado en los tribunales por sus acciones, fue finalmente encarcelado durante cinco años en Filipinas. Los historiadores desde la época de Corcuera lo han reprendido por la pérdida de Formosa pero otros factores, como el continuo ascenso del Imperio neerlandés en el Sudeste Asiático y los problemas financieros dentro del Imperio español, también fueron contribuyeron a la caída de España en Taiwán.